# Saudi Awwal Bank
Saudi Awwal Bank  (SAB; en árabe البنك السعودي الأول) es una compañía saudí cotizada en bolsa con base en Riad en la que el grupo bancario global HSBC posee una participación minoritaria. El banco traza su origen en el British Bank of the Middle East (Banco Británico de Oriente Medio) que fue adquirido por HSBC en 1959. En respuesta a restricciones de propiedad extranjera de bancos en Arabia Saudí, fue creado el Saudi Arab British Bank (SABB) en 1978 para gestionar las sucursales y activos del HSBC en el país.
En mayo de 2018, urgido por los cambios recientes de las reformas económicas de Visión 2030, SABB anunció su intención de adquirir el Alawwal Bank en la primera fusión del sector bancario saudí en veinte años. El 16 de junio de 2019 se completó la fusión oficial legal del Saudi British Bank y el Alawwal Bank, fusionando ambos bancos en una única entidad legal. El banco adoptó su nombre actual tras completar su fusión.
SAB es uno de los cinco grandes bancos saudís por depósitos, y tiene unas ochenta sucursales repartidas por toda Arabia Saudita y una sucursal en Londres, Inglaterra.